# Hopy (gromada)
Hopy – dawna gromada, czyli najmniejsza jednostka podziału terytorialnego Polskiej Rzeczypospolitej Ludowej w latach 1954–1972.
Gromady, z gromadzkimi radami narodowymi (GRN) jako organami władzy najniższego stopnia na wsi, funkcjonowały od reformy reorganizującej administrację wiejską przeprowadzonej jesienią 1954 do momentu ich zniesienia z dniem 1 stycznia 1973, tym samym wypierając organizację gminną w latach 1954–1972.
Gromadę Hopy z siedzibą GRN w Hopach utworzono – jako jedną z 8759 gromad na obszarze Polski – w powiecie kartuskim w woj. gdańskim na mocy uchwały nr 17/III/54 WRN w Gdańsku z dnia 5 października 1954. W skład jednostki wszedł obszar dotychczasowej gromady Szarłata oraz miejscowość Załęże z dotychczasowej gromady Załęże ze zniesionej gminy Przodkowo w tymże powiecie. Dla gromady ustalono 15 członków gromadzkiej rady narodowej.
1 stycznia 1958 z gromady Hopy wyłączono obszar wsi Wilanowo położony na północ od drogi wiodącej ze wsi Trzy Rzeki na zachód do Wilanowa-Barwik, włączając ją do gromady Pomieczyno w tymże powiecie, po czym gromadę Hopy zniesiono, a jej (pozostały) obszar włączono do  gromady Przodkowo w tymże powiecie.